# Tadeusz Świniarski
Tadeusz Świniarski (ur. 24 września 1917 w Żerkowie, zm. 15 lipca 2007), polski lekkoatleta, średnio- i długodystansowiec.

## Życiorys
Startował w barwach klubów: HCP Poznań, Błękitni Stargard Szczeciński, Warta Poznań i Zryw Gdańsk. Uczestnik Mistrzostw Europy w Oslo (1946) w biegu na 3000 m z przeszkodami. 4-krotny mistrz Polski w biegach sztafetowych. Rekordy życiowe: 1500 m - 4:07.2 (1938), 3000 m - 9:03.3 (1938), 5000 m - 16:14.4 (1937), 3000 m prz. - 10:14.2 (1948).
Został pochowany na cmentarzu Górczyńskim w Poznaniu.